# 11813 Ingorichter
11813 Ingorichter è un asteroide della fascia principale. Scoperto nel 1981, presenta un'orbita caratterizzata da un semiasse maggiore pari a 3,1124603 UA e da un'eccentricità di 0,1008487, inclinata di 6,17438° rispetto all'eclittica.